# 牛軍 (神話人物)
牛軍为印度史詩《摩訶婆羅多》中的角色，是迦爾納最年長的兒子。他與父親迦爾納參與了俱盧之戰，於戰爭的第十一天加入了戰鬥，爲俱盧族一方作戰。他最終被阿周那誅殺。

## 俱盧之戰
在俱盧之戰中，因與毗濕摩的糾紛，迦爾納在戰爭的前十天并未參與戰鬥。直到第十日毗濕摩戰死后，迦爾納與其子牛軍才在第十一日加入到俱卢族一方對抗般度族。第十六天，牛軍擊敗了黑公主的五個兒子以及无种。因先前迦爾納在第十四天殺死了手無寸鐵的阿周那之子激昂。阿周那於是向迦爾納發出挑戰，在戰鬥中猛烈地攻擊牛軍，向其發出四支鋒利的剃刀箭，擊斷其弓並將其殺死，而迦爾納未能救下他的兒子.。